# Chionaema saulia
Chionaema saulia är en fjärilsart som beskrevs av Swinhoe 1901. Chionaema saulia ingår i släktet Chionaema och familjen björnspinnare. Inga underarter finns listade i Catalogue of Life.